# 身も心も
身も心も（みもこころも）
- 鈴木貞美の小説。
- 上記小説を原作とした1997年の日本映画。以下で詳述。
- 1930年に米国で発表された楽曲"Body and Soul"の邦題。ジャズ・スタンダードの一つ。
- 重松清の小説。
- 盛田隆二の小説。
- 身も心も 伊集院大介のアドリブ - 栗本薫の推理小説。伊集院大介シリーズの1作。
- ダウン・タウン・ブギウギ・バンドのアルバムおよびそのタイトル曲。

『身も心も』（みもこころも）は、1997年公開の日本映画。
脚本家荒井晴彦の初監督作品で、本作で第3回新藤兼人賞・金賞を受賞。鈴木貞美の小説を荒井晴彦が脚色した。主演は柄本明、永島暎子、奥田瑛二、かたせ梨乃。
温泉地由布院を舞台に、青春をともに過ごし今は中年期にさしかかった全共闘世代の男女4人の愛と情事を描く。
DVDは2008年6月21日発売。

## あらすじ
もうすぐ50才になる岡本良介と関谷善彦は大学の同期で共に大学院に進んだ。学生運動が盛んな時代に、ジャンケンで、どちらがバリケードに残るか決める岡本と関谷。残った関谷は機動隊に火炎瓶を投げて刑務所に送られ、岡本は順調に教授となった。当時、関谷の恋人だった綾は、関谷の逮捕にショックを受け、泣いて親友の麗子の元を訪ねた。麗子の家で彼女の恋人である岡本と出合い、相愛の関係となって結婚する綾。岡本と別れた麗子は現在も綾の親友だが、独身のままだった。
刑務所から出所した関谷は東京でシナリオライターとなり結婚したが、最近は仕事の依頼もなく、妻子とも別居して狭いアパートで暮らしていた。そんな時、岡本が一年間ニューヨークに留学することになり、湯布院の自宅の留守番を親友の関谷に託した。共に渡米する妻の綾は喫茶店を営んでおり、その店の経営を麗子に頼んだ。これまで顔を合わせなかった関谷と麗子は、湯布院で出合い、程なくしてベッドを共にする仲となった。それは、学生時代に互いの恋人を奪った岡本と綾の計らいでもあった。
姪の結婚式ヘの出席のために帰国する綾。ニューヨークにうんざりしていた綾は、もう戻らないと言い、離婚も口にし始めた。岡本は妻に対して、母親のように無条件で面倒をみることを求め、逆らうと暴力を振るう男だったのだ。岡本家の留守番は辞めたものの、翌日には綾と関係を持ち、湯布院に居残る関谷。
ニューヨークから関谷に手紙を寄越し、動揺している胸の内を明かす岡本。麗子も関谷と綾の関係に気づき始めた。それでも、綾との関係を続け、麗子とは結婚も考え始める関谷。
帰国して母親の住む実家に入るマザコン気質の岡本。妻には連絡を取らずに麗子と会った岡本は、ずっと好きだったと口説いたが、麗子は、自分から綾の本心を聞き出そうとしていると見抜いていた。岡本は湯布院で関谷とも会ったが、ホテルに泊まり自宅には戻らなかった。
関谷との関係を終わらせ、湯布院の自宅で夫と話し合う綾。お互いに本音をさらけ出した2人は離婚を決めた。ニューヨークに戻るにあたり、母親に同行を求める岡本。関谷と麗子は湯布院を後にして東京に帰った。

## スタッフ
- 監督・脚色 - 荒井晴彦
- 企画 - 黒澤満、植村徹
- プロデューサー - 田辺隆史、榎本憲男、椎井友紀子、代情明彦
- 原作 - 鈴木貞美
- 撮影 - 川上皓市
- 音楽プロデューサー - 伊藤ヨタロウ
- 選曲 - 薄井洋明
- 主題歌 - 石川セリ、下田逸郎「セクシー」
- 録音 - 林鑛一
- 整音 - 橋本文雄
- 照明 - 磯崎英範
- 編集 - 阿部嘉之
- 助監督 - 渡辺容大
- 製作 - 東映ビデオ、東北新社

## キャスト
- 関谷善彦 - 柄本明
- 原田麗子 - 永島暎子
- 岡本良介 - 奥田瑛二
- 岡本綾 - かたせ梨乃
- 関谷葉子 - 速水典子
- 関谷あやね - 宮本亜梨紗
- 岡本稲子 - 加藤治子
- 三宅 - 利重剛
- 綾の父 - 津川雅彦
- 麻美 - 小林麻子
- 初老の男 - 佐治乾
- バーテン - 富岡忠文